# Henning Opitz
Henning Opitz (* 28. März 1938 in Berlin; † 11. Oktober 2023 ebenda) war ein deutscher Handballspieler, Handballschiedsrichter, Handballtrainer, Handballfunktionär und Leichtathlet. Mehr als 40 Jahre war er einer der wichtigsten Handball-Funktionäre in Deutschland.
In seiner Jugend spielte Opitz Feldhandball, war nach eigenen Angaben aber nie mehr als ein durchschnittlicher Spieler. Seine sportliche Heimat hatte er beim SC Charlottenburg. Nachdem er einige Zeit Leichtathletik betrieben hatte und hier vor allem gute Resultate im Diskuswurf erzielen konnte, wurde er im Alter von 16 Jahren Handballschiedsrichter und Spielebeobachter. Zunächst gehörte er dem Nachwuchskader des DHB an, wurde dann aber auch Schiedsrichter in der Handball-Bundesliga. Zunächst wurde noch vor allem auf dem Großfeld im Freien gespielt und die Halle war nur Ausweichort für die kühlere Jahreszeit. Mit der Zeit übertraf aber der Hallenhandball den Feldhandball und Opitz pfiff auch in der Halle. Zu den nationalen Einsätzen kamen zeitweise auch Einsätze auf internationaler Ebene. Als Schiedsrichter war Opitz bis 1978 aktiv und leitete in der Zeit etwa 100 Bundesligaspiele. 1962 bis 1964 studierte er an der Wirtschaftsakademie Berlin. Daneben begann er 1963 mit seiner Funktionärskarriere als Abteilungsleiter Handball des SC Charlottenburg, was er bis 1966 blieb. 1968 wurde er Pressesprecher des Handball-Verbandes Berlin, was er wiederum bis 1973 blieb. Bei den Olympischen Spielen 1972 in München war er Datentechnik-Organisator, Zeitnehmer sowie Sekretär. 1968 begann der gelernte Industriekaufmann auch seine berufliche Karriere bei Siemens, die ihn bis zu seiner Pensionierung im Oktober 1995 in verschiedene Unternehmenssparten und Beteiligungen des Unternehmens und des Nachfolgeunternehmens Siemens Nixdorf führte, wo er als leitender Angestellter tätig war.
Von 1978 bis 1980 und noch einmal von 1984 bis 1988 war Opitz Vizepräsident des Handball-Verbandes Niedersachsen. Unterbrochen wurde diese Perioden von 1980 bis 1984, als er Präsident des Norddeutschen Handball-Verbandes war. Von 1982 bis 1986 gehörte Opitz dem Präsidium des DHB als Vizepräsident an und war zudem Pressesprecher des Verbandes. 1982 weilte er als „Handballpionier“ in China und Japan, wo Handball zu dieser Zeit noch kaum bekannt war. Für Auslandsreisen der Nationalmannschaft der Frauen fungierte er mehrfach als Delegationsleiter. 1994 wurde er Präsident des Handball-Verbandes von Berlin (BHV) und gehörte zudem dem erweiterten Präsidium des DHB an. Für die Handball-Europameisterschaft der Frauen 1994, die Handball-Weltmeisterschaft der Frauen 1997 sowie die Handball-Weltmeisterschaft der Männer 2007 fungierte er als Chef des lokalen Organisationskomitees und war somit unter anderem für die Durchführung des Eröffnungsspiels der WM 2007 verantwortlich. 1995 wurde Opitz in Nachfolge von Arno Böckling Vorsitzender des von ihm selbst mitbegründeten Freundeskreises des Deutschen Handballs (FDDH), was er bis 2016 blieb, als er aus Altersgründen die Leitung abgab, die nun Kay Brügmann übernahm. Mit dem Handball blieb er jedoch weiterhin verbunden und betreute beispielsweise auf Facebook die Gruppe Beachhandball in Deutschland.
Für seine Verdienste um den Berliner Handballsport zeichnete der Landessportbund Berlin Opitz 2007 mit der Sportplakette in Silber und 2012 mit der Sportplakette in Gold sowie einer Ehrenurkunde für sein Lebenswerk aus, das Land Berlin mit der Ehrenplakette des Senates. Darüber hinaus war Opitz seit 2013 Ehrenmitglied des DHB, Ehrenpräsident des BHV und seit 2016 Ehrenvorsitzender des FDDH. Opitz war Träger der Goldenen Ehrennadel des Deutschen Handballbundes und wurde im September 2004 mit dem Verdienstkreuz am Bande des Verdienstordens der Bundesrepublik Deutschland ausgezeichnet.
Opitz war mit Karla Opitz verheiratet, einer ehemaligen Bundesligaspielerin und Trainerin sowie bis 2009 zeitweise Referentin für Frauen- und Seniorensport des BHV. Als Trainer von Turnsport 1911 stieg Opitz mit seiner Frau als Spielerin in die Oberliga Berlin auf. Nach einer schwereren Erkrankung lebte er ab 2022 in einem Seniorenheim in Berlin-Wedding. Am 11. Oktober 2023 starb Opitz im Alter von 85 Jahren.